# Chas & Dave

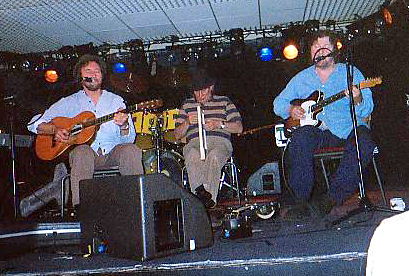
Chas & Dave 2003

Chas & Dave (oft auch Chas ’n’ Dave oder Chas and Dave geschrieben) waren ein britisches Pop-Rock-Duo aus Nord-London.

## Werdegang
Es bestand aus Chas Hodges (1943–2018) und Dave Peacock (* 1945). Das Duo war von 1978 bis 1995 mit jeweils neun Singles und Alben in den britischen Charts vertreten. Ihr größter Hit war Ain't No Pleasing You, der im April 1982 als Höchstnotierung auf Platz zwei der britischen Charts kam. Von dem Lied gibt es auch eine deutsche Aufnahme der beiden unter dem Titel Dir macht keiner was recht.

## Diskografie

### Alben
| Jahr | Titel                                             | Höchstplatzierung, Gesamtwochen, AuszeichnungChartsChartplatzierungen (Jahr, Titel, Platzierungen, Wochen, Auszeichnungen, Anmerkungen) | Anmerkungen            |
| Jahr | Titel                                             | UK | Anmerkungen            |
| ---- | ------------------------------------------------- | --- | ---------------------- |
| 1981 | Chas & Dave’s Christmas Jamboree Bag              | UK— GoldUK |                        |
| 1981 | Chas and Daves’s Knees Up – Jamboree Bag Number 2 | UK7 Platin · (28 Wo.)UK |                        |
| 1982 | Mustn’t Grumble                                   | UK35 Silber · (11 Wo.)UK |                        |
| 1983 | Job Lot                                           | UK59 Silber · (15 Wo.)UK |                        |
| 1984 | Well Pleased                                      | UK27 (10 Wo.)UK |                        |
| 1984 | Greatest Hits – Chas and Dave                     | UK16 Platin · (12 Wo.)UK | Wiedereinstieg in 2005 |
| 1985 | Jamboree Bag Number 3                             | UK15 Gold · (13 Wo.)UK |                        |
| 1986 | Chas and Dave’s Christmas Carol Album             | UK37 (4 Wo.)UK |                        |
| 1995 | Street Party                                      | UK3 Silber · (5 Wo.)UK |                        |
| 2001 | Double Bubble                                     | UK— SilberUK |                        |
| 2001 | The Best Of                                       | UK— SilberUK |                        |
| 2013 | That’s What Happens                               | UK25 (2 Wo.)UK |                        |
| 2013 | 100 Hits – Legends                                | UK100 (1 Wo.)UK |                        |
| 2018 | Gold                                              | UK8 Silber · (7 Wo.)UK |                        |

Weitere Alben
- 1975: One Fing ’N’ Anuvver
- 1977: Rockney
- 1979: Don’t Give A Monkey’s...

### Singles
| Jahr | Titel Album                                             | Höchstplatzierung, Gesamtwochen, AuszeichnungChartsChartplatzierungen (Jahr, Titel, Album, Platzierungen, Wochen, Auszeichnungen, Anmerkungen) | Anmerkungen                         |
| Jahr | Titel Album                                             | UK | Anmerkungen                         |
| ---- | ------------------------------------------------------- | --- | ----------------------------------- |
| 1978 | Strummin’ Rockney                                       | UK52 (3 Wo.)UK |                                     |
| 1979 | Gertcha Don’t Give A Monkey’s...                        | UK20 (8 Wo.)UK |                                     |
| 1979 | The Sideboard Song Chas & Dave’s Christmas Jamboree Bag | UK55 (3 Wo.)UK |                                     |
| 1980 | Rabbit Chas & Dave’s Christmas Jamboree Bag             | UK8 Silber · (11 Wo.)UK |                                     |
| 1981 | Stars Over 45 –                                         | UK21 (8 Wo.)UK |                                     |
| 1982 | Ain’t No Pleasing You                                   | UK2 Silber · (11 Wo.)UK |                                     |
| 1982 | Margate Ain’t No Pleasing You                           | UK46 (4 Wo.)UK |                                     |
| 1983 | London Girls Ain’t No Pleasing You                      | UK63 (9 Wo.)UK |                                     |
| 1983 | My Melancholy Baby –                                    | UK51 (8 Wo.)UK |                                     |
| 1984 | There In Your Eyes Well Pleased                         | UK91 (4 Wo.)UK |                                     |
| 1985 | In Sickness and in Health –                             | UK95 (1 Wo.)UK |                                     |
| 1986 | Snooker Loopy –                                         | UK6 (11 Wo.)UK | Matchroom Mob mit Chas and Dave     |
| 1987 | Romford Rap –                                           | UK91 (3 Wo.)UK | Chas and Dave und The Matchroom Mob |
| 1987 | Flying                                                  | UK88 (1 Wo.)UK |                                     |